# Metapioplasta porphyrea
Metapioplasta porphyrea là một loài bướm đêm trong họ Noctuidae.